# إيريك موبيرغ
إيريك موبيرغ (بالسويدية: Erik Moberg)‏ (5 يوليو 1986 في السويد - ) هو لاعب كرة قدم سويدي في مركز الدفاع. لعب مع أتفدابيرجس ونادي أوربرو ونادي موتالا وBK Zeros ‏.

## روابط خارجية
- إيريك موبيرغ على موقع اتحاد السويد (السويدية)
- إيريك موبيرغ على موقع قاعدة بيانات كرة القدم.إي يو (الإنجليزية)
- إيريك موبيرغ على موقع Soccerway.com (الإنجليزية)
- إيريك موبيرغ على موقع عالم كرة القدم.نت (الإنجليزية)